# 41 d'Andròmeda
41 d'Andròmeda (41 Andromedae) és una estrella de la constel·lació d'Andròmeda. Té una magnitud aparent de 5,04.